# گروه لنش-کانو-هاینیش
با ایده کانو وزیر فرهنگ وقت امپراطوری آلمان، پل لنش، هاینریش کانو، کنراد هاینیش گروه لنش-کانو-هاینیش حلقه‌ای از روشنفکران مارکسیست را تشکیل دادند که قبل از جنگ و تحت تأثیر تجربه اوت (جنگ جهانی اول) سال ۱۹۱۴ با حمایت سیاست صلح مدنی سوسیال دموکراتیک به جناح رادیکال جنگ (به سبک سوسیالیستی) در حزب سوسیال دموکرات آلمان تعلق داشتند.